# Zon (band)
Zon was een Canadese rockband van rond 1980. De naam van de band was verzonnen, zowel het Engels als het Frans kennen het woord “zon” niet.
De band had als thuisbasis Toronto en kreeg in de hoogtijdagen van de progressieve rock een platencontract bij Columbia Records, sublabel Epic Records. De muziek werd gespeeld in de stijl van Styx en mindere mate Saga. Met name de zang legde de link, de stem van Denton Young lijkt op die van Dennis DeYoung (Styx) en Michael Sadler (Saga). De band kende in Canada een behoorlijke populariteit, ze speelden wel voor 17.000 toehoorders, meest in voorprogramma’s van bijvoorbeeld Styx, Foreigner of Alice Cooper. In Europa bleef de band vrijwel onbekend, toch drong ook daar hun muziek door tot liefhebbers van de progressieve rock. Zon kwam tot drie studioalbums. Wellicht waren er mee gekomen, als Columbia Records in die jaren niet een grote reorganisatie doormaakte. Een andere reden kan gezocht worden in het tweede album, het kende een grote promotie door CBS, maar flopte. Een derde album bleef daardoor op de plank liggen en zou deels uitgegeven worden door Falcon Records.
Zon bereikte in 2003 toch Europa; hun beide Epic-albums werden toen uitgegeven. Er werden toen plannen gesmeed voor een nieuw album, maar dat zou nooit omgezet worden in een uitgave.

## Musici
Voordat het eerste album werd uitgebracht had de band al personeelswisselingen ondergaan; Chappell een Muccilli speelden er ooit. Bekendst ex-lid is Rik Emmett, jarenlang leider van Triumph. Samenstelling van de twee eerste albums
- Denton Young – zang, percussie
- Brian Miller – gitaar
- Jim Samson – basgitaar (speelde later in Moxy)
- Howard Helm – toetsinstrumenten (speelde ook in Cryptic Vision en bij Mick Ronson en Ian Hunter), was met Jimmy Hart co-auteur van de herkenningsmelodie van World Championship Wrestling, schreef muziek voor televisie en films.
- Kim Hunt – drumstel; speelde later bij Urgent en eveneens Moxy.

## Discografie
- 1978: Astral projector
  - opgenomen: Manta Sounds Studio, Toronto; muziekproducent: Don V. Lorusso
  - tracks: 1: Put on the show (Helm, 4:18), 2: Time for your love (Young, 3:15), 3: Point of view/Where to spend my dollars (Heml/Young, 8:02), 4: Man in the mirror (Helm, 5:24), 5: Talkin’ about (Young/Miller, 3:08), 6: Melody (Hunt, 2:40) , 7: On the road (Miller, 4:26), 8: Astral projector (Young, Rod Chappel, Louis Muccili, 4:48) en 9: Hollywood (Young, Helm, Muccilli,  4:18)
  - bijzonderheid; het album haalde een 44e plaats in de Canadese albumlijst
- 1979: Back down to earth
  - opgenomen Manto Sounds Studio, Toronto; muziekproducent Don Lorrusso, Dale Jacobs
  - tracks: 1: Circus (Helm, 4:00), 2: Please stay (Young, 3:42), 3: Lifeline (Miller, 3:21), 4: As seasons change (Young, 4:01), 5: Suicide (Miller, 3:25), 6: Back down to earth (Hint, 3:29), 7: Cheater (Young, 3:36), 8: Take it from me (Zon, 2:54), 9: When he’s old (Young, 4:04) en 10: God and kings (Helm, 4:19)
- 1980: I’m worried about the boys.